# Gohar Gasparyan
Gohar Gasparyan (en arménien : Գոհար Գասպարյան ; 14 décembre 1924 — 16 mai 2007), surnommée le « rossignol arménien », est une chanteuse d'opéra et soprano arménienne.

## Biographie
Née au Caire dans une famille arménienne, Gohar Gasparyan fait ses études à l'académie de musique de la ville. En 1948, elle émigre en Arménie soviétique, au côté de centaines de familles moyen-orientales.
Durant sa longue carrière, depuis ses débuts en 1949, Gasparyan participe à 23 opéras différents à l'opéra d'Erevan et son répertoire comprend plus de 500 compositions musicales,. En 1951, elle est soprano dans l'opéra Une Héroïne de Haro Stepanian mise en scène par Vardan Ajemian. Cet opéra gagne un des "prix Staline".
Elle a également enseigné au conservatoire Komitas d'Erevan. Gasparyan était une artiste du peuple de l'URSS et une héroïne du travail socialiste.
Gohar Gasparyan meurt à Erevan et est enterrée au panthéon de Komitas.

## Récompenses
- prix Staline : 1951, pour le rôle dans le spectacle d'opéra Une Héroïne de Haro Stepanian à l'opéra d'Erevan
- Artiste du peuple de la RSS d'Arménie : 1954
- Artiste du peuple de l'URSS : 1956
- Ordre de l'Amitié des peuples : 1981
- Héros du travail socialiste : 1984
- Ordre de Lénine : 1984